# Síndrome de múltiples puntos blancos evanescentes
El Síndrome de múltiples puntos blancos evanescentes, es una enfermedad ocular muy rara de la que se han descrito únicamente alrededor de 100 casos en todo el mundo, la primera descripción fue realizada por Lee M. Jampol en 1984. 

## Cuadro clínico
Afecta de forma preferente a mujeres de entre 20 y 45 años. Se manifiesta como perdida de visión aguda que afecta principalmente a la visión central de un solo ojo y se acompaña de la percepción de destellos luminosos inexistentes (fotopsias). En la observación del fondo de ojo se aprecian diferentes lesiones que afectan a la retina, como manchas de color blanquecino dispersas y alteraciones de aspecto granular en la mácula, la mácula es la zona central de la retina dotada de la máxima sensibilidad a los estímulos luminosos. Generalmente los pacientes recuperan la visión de forma gradual en un periodo de tiempo comprendido entre 6 y 10 semanas, no siendo preciso aplicar ningún tipo de tratamiento. En raras ocasiones se producen recurrencias del trastorno. La causa que provoca la enfermedad se desconoce, aunque se ha postulado que podría estar originada por un virus que afecta a la retina después de ocasionar una infección de vías respiratorias.